# أسطومة البر
أُسطومة البُرّ أو خنفساء الكادل (الاسم العلمي Tenebroides mauritanicus)، خنفساء من فصيلة الأسطوميات طولها نحو 8 مم. لونها أسود تعلوه ماجة حنطية لامعة. تعيش بين محاصيل الحنطة والشعير والذرة الصفراء حيث تفترس الحشرات التي تركب هذه الأغلال. يرقتها تعيش على الحبوب التي صار مخزنها من قبل غيرها، وهذه اليرقة تدعى «كادل».